# Guînes
Guînes és un municipi francès situat al departament del Pas de Calais i a la regió dels Alts de França. L'any 2007 tenia 5.302 habitants.

## Demografia

### Població
El 2007 la població de fet de Guînes era de 5.302 persones. Hi havia 1.833 famílies de les quals 394 eren unipersonals (111 homes vivint sols i 283 dones vivint soles), 447 parelles sense fills, 810 parelles amb fills i 182 famílies monoparentals amb fills.
La població ha evolucionat segons el següent gràfic:
Habitants censats

### Habitatges
El 2007 hi havia 1.994 habitatges, 1.864 eren l'habitatge principal de la família, 26 eren segones residències i 104 estaven desocupats. 1.810 eren cases i 171 eren apartaments. Dels 1.864 habitatges principals, 1.215 estaven ocupats pels seus propietaris, 592 estaven llogats i ocupats pels llogaters i 57 estaven cedits a títol gratuït; 15 tenien una cambra, 100 en tenien dues, 257 en tenien tres, 483 en tenien quatre i 1.008 en tenien cinc o més. 1.052 habitatges disposaven pel capbaix d'una plaça de pàrquing. A 819 habitatges hi havia un automòbil i a 665 n'hi havia dos o més.

### Piràmide de població
La piràmide de població per edats i sexe el 2009 era:
| Homes | Edats   | Dones |
| ----- | ------- | ----- |
| 0     | 95 o +  | 16    |
| 8     | 90 a 94 | 28    |
| 12    | 85 a 89 | 44    |
| 32    | 80 a 84 | 40    |
| 44    | 75 a 79 | 92    |
| 68    | 70 a 74 | 108   |
| 76    | 65 a 69 | 88    |
| 84    | 60 a 64 | 116   |
| 92    | 55 a 59 | 108   |
| 160   | 50 a 54 | 124   |
| 172   | 45 a 49 | 188   |
| 180   | 40 a 44 | 160   |
| 204   | 35 a 39 | 200   |
| 180   | 30 a 34 | 244   |
| 204   | 25 a 29 | 188   |
| 166   | 20 a 24 | 156   |
| 220   | 15 a 19 | 172   |
| 228   | 10 a 14 | 232   |
| 208   | 5 a 9   | 232   |
| 200   | 0 a 4   | 136   |

## Economia
El 2007 la població en edat de treballar era de 3.410 persones, 2.240 eren actives i 1.170 eren inactives. De les 2.240 persones actives 1.826 estaven ocupades (1.076 homes i 750 dones) i 414 estaven aturades (202 homes i 212 dones). De les 1.170 persones inactives 257 estaven jubilades, 347 estaven estudiant i 566 estaven classificades com a «altres inactius».

### Ingressos
El 2009 a Guînes hi havia 1.908 unitats fiscals que integraven 5.352 persones, la mediana anual d'ingressos fiscals per persona era de 13.623 €.

### Activitats econòmiques
Dels 152 establiments que hi havia el 2007, 3 eren d'empreses extractives, 6 d'empreses alimentàries, 5 d'empreses de fabricació d'altres productes industrials, 14 d'empreses de construcció, 36 d'empreses de comerç i reparació d'automòbils, 8 d'empreses de transport, 14 d'empreses d'hostatgeria i restauració, 8 d'empreses financeres, 8 d'empreses immobiliàries, 9 d'empreses de serveis, 31 d'entitats de l'administració pública i 10 d'empreses classificades com a «altres activitats de serveis».
Dels 38 establiments de servei als particulars que hi havia el 2009, 1 era una oficina d'administració d'Hisenda pública, 1 gendarmeria, 1 oficina de correu, 4 oficines bancàries, 1 funerària, 4 tallers de reparació d'automòbils i de material agrícola, 2 tallers d'inspecció tècnica de vehicles, 2 autoescoles, 2 paletes, 2 guixaires pintors, 1 fusteria, 3 electricistes, 2 empreses de construcció, 3 perruqueries, 6 restaurants, 2 agències immobiliàries i 1 saló de bellesa.
Dels 19 establiments comercials que hi havia el 2009, 4 eren supermercats, 2 botiges de menys de 120 m², 5 fleques, 4 carnisseries, 1 una sabateria, 1 una botiga de mobles i 2 floristeries.
L'any 2000 a Guînes hi havia 21 explotacions agrícoles que ocupaven un total de 990 hectàrees.

## Equipaments sanitaris i escolars
El 2009 hi havia 3 farmàcies i 2 ambulàncies.
El 2009 hi havia 1 escola maternal i 3 escoles elementals. A Guînes hi havia 1 col·legi d'educació secundària i 1 liceu d'ensenyament general. Als col·legis d'educació secundària hi havia 550 alumnes i als liceus d'ensenyament general 612.

## Poblacions més properes
El següent diagrama mostra les poblacions més properes.